# RISC Takers FC
RISC Takers (R.I.S.C. Takers Football Club) is een voetbalvereniging op het Nederlandse deel van Sint Maarten. De senioren en veteranen van RISC Takers spelen met name futsal en nemen jaarlijks deel aan de competities georganiseerd door de Sint Maarten Futsal Association. De jeugdteams spelen veldvoetbal en komen uit in de competitie van het Franse deel van Sint Maarten.

## Geschiedenis
RISC Takers is ontstaan uit een vriendengroep die na het werk met elkaar afsprak om op het basketbalveld van het Raoul Illidge Sports Complex met elkaar te gaan voetballen. In 2007 besloot een aantal spelers om met een team deel te nemen aan de futsal competitie. Het team werd ingeschreven als RISC Takers, waarmee een link werd gelegd tussen het team en het sport complex waar wekelijks werd getraind. Langzamerhand werd RISC Takers steeds meer een futsal club en werd het RISC basketbalveld ingeruild voor de zaal. De link met het sportcomplex werd in 2012 echter weer in ere hersteld toen spelers uit het futsal team besloten om een jeugdvoetbalprogramma in het RISC stadion op te starten. Er bestond geen jeugdcompetitie aan de Nederlandse kant en daarom is besloten om de jeugdteams in te schrijven voor de competities van de Saint-Martin Football Association aan de Franse kant. Om de grote toestroom van kinderen te kunnen structureren en de continuïteit van de club te kunnen waarborgen is op 14 september 2012 RISC Takers FC officieel opgericht. Het eerste bestuur werd gevormd door Joeri Essed (voorzitter), Peter van Dort (vicevoorzitter), Anno Bauer (Secretaris), Jeroen van Dorresteijn (Penningmeester), Nicole Halman (Vice-Penningmeester), Harry Kerssies, Sandro Garcia en Gordon Snow.